# لاسرنا
لاسرنا (به اسپانیایی: La Serena) شهری در شمال شیلی و مرکز منطقه کوکویمبو است. این شهر که در سال ۱۵۴۴ میلادی بنا گذاشته شده است، پس از سانتیاگو که پایتخت شیلی است، دومین شهر قدیمی آن کشور به شمار می‌رود. فاصله لاسرنا با سانتیاگو ۴۷۱ کیلومتر است.

## اهمیت
لا سرنا، مرکز مهم گردشگری شیلی به شمار می‌رود. سواحل زیبای لاسرنا مانند آونیدا دل مار (به اسپانیایی: Avenida Del Mar) گردشگران بسیاری را از نقاط مختلف جهان به خود جذب می‌کند. دانشگاه لاسرنا نیز در این شهر و در منطقه بت فوروارد واقع شده است.
کلیسای سنت فرانسیس (Iglesia de San Francisco): این کلیسا به عنوان یکی از کلیساهای قدیمی و تاریخی لا سرنا شناخته می‌شود و در سال 1585 توسط سنتیس کامورا هات بت ساخته شده است.
میدان پلازا د لا مرمور (Plaza de Armas): این میدان مرکزی شهر است و محل برگزاری مراسم‌ها و جشن‌های مختلف محلی است. در اطراف میدان، بناهای تاریخی و معماری قرن ۱۹ واقع شده‌اند.
باغ گیاه‌شناسی (Jardin del Corazon): این باغ گیاه‌شناسی با مجموعه‌ای از گیاهان بومی و خارجی، مکانی زیبا و آرام برای گذراندن چند ساعت است.
فرودگاه لا فلوریدا (La Florida Airport): این فرودگاه بین‌المللی لا سرنا در منطقه لا فلوریدا واقع شده است و پروازهای داخلی و بین‌المللی را انجام می‌دهد.

## جمعیت شناسی
بر اساس سرشماری سال 2012، لاسرنا دارای 198164 نفر جمعیت بود و منطقه بزرگ لاسرنا حدود 400000 نفر جمعیت داشت.
طبق سرشماری سال 2002 (موسسه ملی آمار) 160148 نفر (77385 مرد و 82763 زن) سکنه داشت. از این تعداد 147815 نفر (92.3%) در مناطق شهری و 12333 (7.7%) در مناطق روستایی زندگی می کردند. اکثر این افراد از قومیت های مالایی ، آفریقایی و همچنین می باشند
جمعیت بین سرشماری‌های سال‌های 1992 و 2002 به میزان 32.6% (39332 نفر) افزایش یافت و آن را به یکی از سریع‌ترین مناطق کشور تبدیل کرد.
اگر این رشد ادامه داشت، INE تخمین زد که جمعیت تا سال 2008 به 205120 نفر و تا سال 2012 به 244070 نفر افزایش خواهد یافت، بنابراین نرخ رشد از آن زمان کاهش یافته است.